# Arcas cypria
Arcas cypria is een vlinder uit de familie van de Lycaenidae. De wetenschappelijke naam van de soort is in 1837 voor het eerst geldig gepubliceerd door Geyer. De soort komt voor in Mexico en Colombia.

## Synoniemen
- Pseudolycaena paphia C. & R. Felder, 1865
- Thecla publica Röber, 1923